# Marcin Wasilewski (piłkarz)
Marcin Ryszard Wasilewski (ur. 9 czerwca 1980 w Krakowie) – polski piłkarz, który występował na pozycji środkowego obrońcy, zawodnik m.in. RSC Anderlecht, Leicester City i Wisły Kraków, w latach 2002–2013 reprezentant Polski, uczestnik mistrzostw Europy 2008 i 2012.

## Kariera klubowa
Karierę rozpoczynał w Hutniku Kraków, skąd przeniósł się do Śląska Wrocław. We Wrocławiu spędził dwa sezony. W trzech kolejnych sezonach, zaczynając od 2002/03, grał w Wiśle Płock. W sezonie 2005/06 był graczem Amiki Wronki, w pierwszej połowie sezonu 2006/07 zaś występował w Lechu Poznań.
12 stycznia 2007 Lech i RSC Anderlecht uzgodniły warunki transferu, którego suma wyniosła około 800 tys. euro, a Wasilewski trafił do Anderlechtu na zasadzie transferu definitywnego. W lidze belgijskiej i pucharach zawodnik zdobył w sumie 13 bramek. W sezonie 2006/07 strzelił dwie bramki (1-Germinal Beerschot, 1-Westerlo). W sezonie 2007/08 strzelił trzy bramki (2-FC Brussels, 1-KV Mechelen). W sezonie 2008/09 strzelił siedem bramek (1-Mons, 2-Germinal Beerschot,1-Standard Liège, 1-Zulte-Waregem, 1-FCV Dender EH, 1-FC Tubize).

### Kontuzja
30 sierpnia 2009 podczas ligowego spotkania przeciwko Standardowi Liège doznał otwartego złamania prawej nogi poniżej kolana. W 27. minucie Axel Witsel w starciu przy linii bocznej wyprostowaną nogą naskoczył na atakującego wślizgiem Polaka. Wasilewski przeszedł kilka operacji oraz rehabilitację.

### Powrót do gry

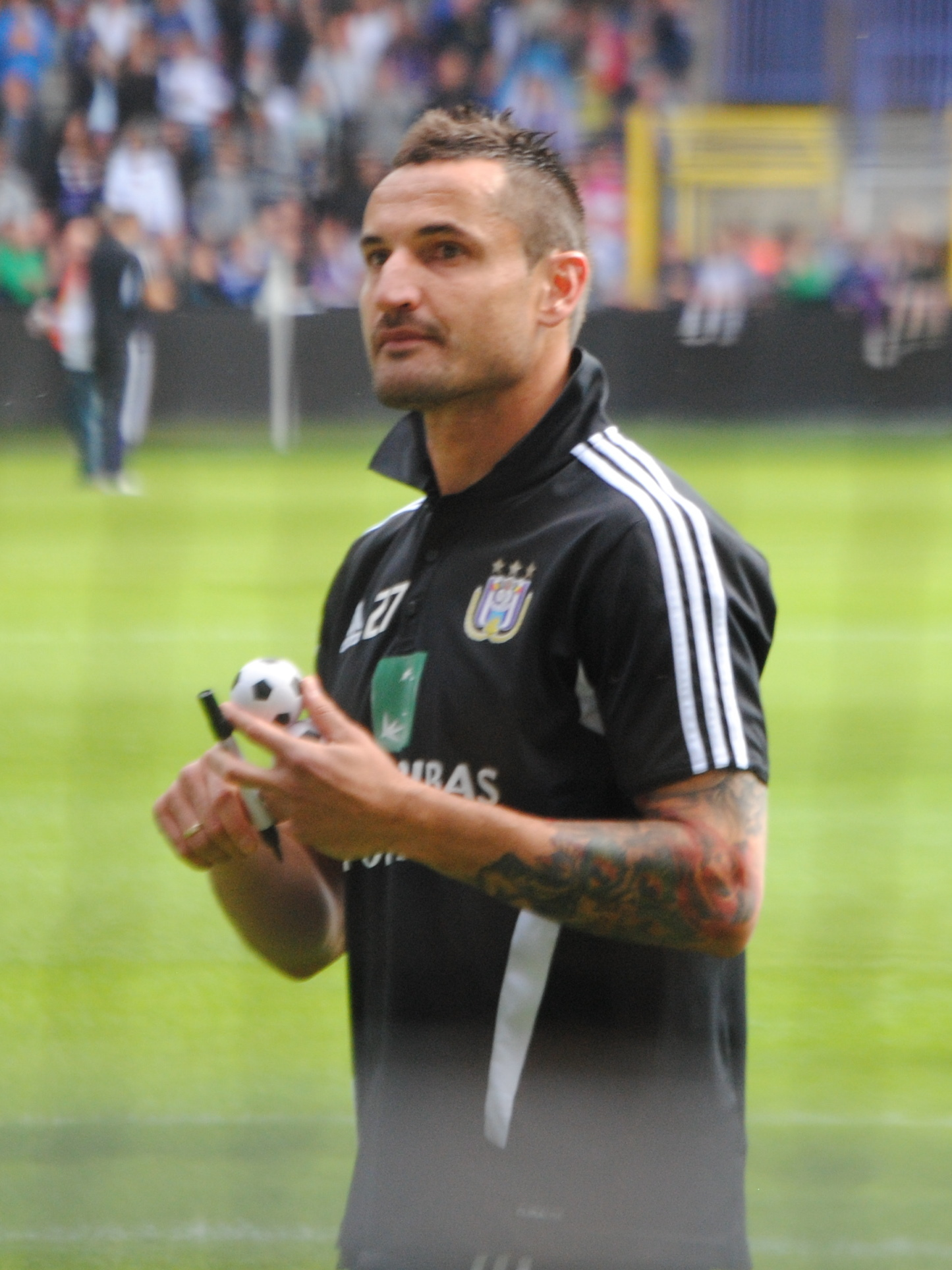
Wasilewski w barwach Anderlechtu

Zdaniem lekarzy miał się nie pojawić na boisku przez około 12 miesięcy, jednak powrócił do treningów już po ośmiu miesiącach. 8 maja 2010 w ostatniej kolejce sezonu 2009/10 ligi belgijskiej przy aplauzie kibiców wszedł na boisko na ostatnie dziesięć minut meczu z Sint-Truiden, który jego drużyna wygrała 2:1. 12 grudnia 2010 strzelił swoją pierwszą bramkę po powrocie na boisko w meczu przeciwko SV Zulte Waregem. 2 września 2011 wrócił do gry w reprezentacji Polski. Wystąpił w spotkaniu przeciwko reprezentacji Meksyku będąc na boisku przez 90 minut.

### Pożegnanie z Anderlechtem
Właściciel Anderlechtu Roger Vanden Stock i dyrektor generalny Herman van Holsbeeck pożegnali Wasilewskiego przed pierwszym gwizdkiem meczu z SV Zulte Waregem, oklaskiwali go także kibice. Swój ostatni mecz w barwach Anderlechtu Wasilewski rozpoczął na ławce rezerwowych. Na boisku pojawił się na sześć minut przed końcem spotkania, które zakończyło się remisem 1:1. Ten wynik dał „Fiołkom” 32. w historii mistrzostwo Belgii.

### Anglia
We wrześniu 2013 podpisał roczny kontrakt z Leicester City. W sezonie 2013/14 awansował z klubem do najwyżej klasy rozgrywkowej – Premier League. 15 maja 2014 o rok przedłużył kontrakt z angielskim klubem. 31 stycznia 2015 Wasilewski zdobył bramkę, która była pierwszą od ponad 22 lat bramką strzeloną w angielskiej Premier League przez Polaka. Gol padł w wyjazdowym meczu 23. kolejki w starciu z drużyną Manchesteru United (1:3). Po raz ostatni na boiskach najwyższej klasy rozgrywkowej w Anglii do bramki przeciwnika trafił Robert Warzycha, który 19 sierpnia 1992 (również w starciu z „Czerwonymi Diabłami”) wpisał się na listę strzelców. W sezonie 2015/16 jego Leicester City, skazywane przez wielu na walkę o utrzymanie, sensacyjnie wygrało rozgrywki ligowe, zostając po raz pierwszy w historii klubu mistrzem Anglii. Wasilewski w ten sposób został drugim Polakiem, po Tomaszu Kuszczaku, który zdobył tytuł mistrzowski w Premier League, będąc jednocześnie pierwszym polskim zawodnikiem z pola, któremu udała się ta sztuka. 21 maja 2017 poinformowano, że wraz z końcem sezonu Wasilewski odejdzie z klubu.

### Powrót do Polski
18 listopada 2017 podpisał roczny kontrakt z możliwością przedłużenia o kolejny rok z występującą w Ekstraklasie, Wisłą Kraków. W klubie zadebiutował 27 listopada 2017 w zremisowanym 3:3 ligowym meczu z Termalicą Nieciecza. Pierwszego gola dla Wisły strzelił w swoim czwartym występie – 13 grudnia 2017 przeciwko Cracovii, otwierając wynik wygranych 4:1 195. Derbów Krakowa.
Z Wisłą rozstał się latem 2020. Kilka miesięcy później, w listopadzie, ogłosił koniec swojej piłkarskiej kariery.

## Statystyki kariery klubowej
Stan na 20 marca 2020.
| Klub               | Sezon              | Liga               | Liga  | Liga   | Puchar kraju | Puchar kraju | Puchar ligi | Puchar ligi | Europa | Europa | Suma  | Suma   |
| Klub               | Sezon              | Liga               | Mecze | Bramki | Mecze        | Bramki       | Mecze       | Bramki      | Mecze  | Bramki | Mecze | Bramki |
| ------------------ | ------------------ | ------------------ | ----- | ------ | ------------ | ------------ | ----------- | ----------- | ------ | ------ | ----- | ------ |
| Hutnik Kraków      | 1998/1999          | II liga            | 14    | 0      | 0            | 0            | 0           | 0           | –      | –      | 14    | 0      |
| Hutnik Kraków      | 1999/2000          | II liga            | 40    | 0      | 0            | 0            | 0           | 0           | –      | –      | 40    | 0      |
| Hutnik Kraków      | Ogólnie            | Ogólnie            | 54    | 0      | 0            | 0            | 0           | 0           | 0      | 0      | 54    | 0      |
| Śląsk Wrocław      | 2000/01            | I liga             | 25    | 1      | 1            | 0            | 0           | 0           | –      | –      | 26    | 1      |
| Śląsk Wrocław      | 2001/02            | I liga             | 26    | 4      | 1            | 1            | 1           | 0           | –      | –      | 28    | 5      |
| Śląsk Wrocław      | Ogólnie            | Ogólnie            | 51    | 5      | 2            | 1            | 1           | 0           | 0      | 0      | 54    | 6      |
| Wisła Płock        | 2002/03            | I liga             | 24    | 1      | 8            | 0            | –           | –           | –      | –      | 32    | 1      |
| Wisła Płock        | 2003/04            | I liga             | 21    | 1      | 1            | 0            | –           | –           | 2      | 0      | 24    | 1      |
| Wisła Płock        | 2004/05            | I liga             | 15    | 1      | 8            | 0            | –           | –           | –      | –      | 16    | 1      |
| Wisła Płock        | Ogólnie            | Ogólnie            | 60    | 3      | 17           | 0            | 0           | 0           | 2      | 0      | 79    | 3      |
| Amica Wronki       | 2005/06            | I liga             | 24    | 4      | 2            | 0            | –           | –           | –      | –      | 26    | 4      |
| Amica Wronki       | Ogólnie            | Ogólnie            | 24    | 4      | 2            | 0            | 0           | 0           | 0      | 0      | 26    | 4      |
| Lech Poznań        | 2006/07 (j)        | I liga             | 14    | 5      | 2            | 0            | –           | –           | 1      | 0      | 17    | 5      |
| Lech Poznań        | Ogólnie            | Ogólnie            | 14    | 5      | 2            | 0            | 0           | 0           | 1      | 0      | 17    | 5      |
| RSC Anderlecht     | 2006/07 (w)        | Eerste klasse      | 14    | 2      | –            | –            | –           | –           | –      | –      | 14    | 2      |
| RSC Anderlecht     | 2007/08            | Eerste klasse      | 26    | 3      | 0            | 0            | –           | –           | 11     | 1      | 37    | 4      |
| RSC Anderlecht     | 2008/09            | Eerste klasse      | 30    | 8      | 1            | 0            | –           | –           | 1      | 0      | 32    | 8      |
| RSC Anderlecht     | 2009/10            | Eerste klasse      | 6     | 1      | 0            | 0            | –           | –           | 4      | 0      | 10    | 1      |
| RSC Anderlecht     | 2010/11            | Eerste klasse      | 17    | 3      | 0            | 0            | –           | –           | 2      | 0      | 19    | 3      |
| RSC Anderlecht     | 2011/12            | Eerste klasse      | 30    | 3      | 2            | 0            | –           | –           | 8      | 1      | 40    | 4      |
| RSC Anderlecht     | 2012/13            | Eerste klasse      | 22    | 0      | 5            | 0            | –           | –           | 6      | 0      | 33    | 0      |
| RSC Anderlecht     | Ogólnie            | Ogólnie            | 145   | 20     | 8            | 0            | 0           | 0           | 32     | 2      | 185   | 22     |
| Leicester City     | 2013/14            | Championship       | 31    | 0      | 1            | 0            | 3           | 0           | –      | –      | 35    | 0      |
| Leicester City     | 2014/15            | Premier League     | 25    | 1      | 2            | 0            | 1           | 0           | –      | –      | 28    | 1      |
| Leicester City     | 2015/16            | Premier League     | 4     | 0      | 2            | 1            | 3           | 0           | –      | –      | 9     | 1      |
| Leicester City     | 2016/17            | Premier League     | 1     | 0      | 1            | 0            | 0           | 0           | 1      | 0      | 3     | 0      |
| Leicester City     | Ogólnie            | Ogólnie            | 61    | 1      | 6            | 1            | 7           | 0           | 1      | 0      | 74    | 2      |
| Wisła Kraków       | 2017/18            | Ekstraklasa        | 17    | 1      | –            | –            | –           | –           | –      | –      | 17    | 1      |
| Wisła Kraków       | 2018/19            | Ekstraklasa        | 19    | 0      | 0            | 0            | 0           | 0           | 0      | 0      | 19    | 0      |
| Wisła Kraków       | 2019/20            | Ekstraklasa        | 12    | 0      | 2            | 0            | 0           | 0           | 0      | 0      | 14    | 0      |
| Wisła Kraków       | Ogólnie            | Ogólnie            | 48    | 1      | 2            | 0            | 0           | 0           | 0      | 0      | 50    | 1      |
| Ogólnie w karierze | Ogólnie w karierze | Ogólnie w karierze | 457   | 39     | 39           | 2            | 8           | 0           | 36     | 2      | 539   | 43     |

## Kariera reprezentacyjna
W polskiej drużynie zagrał w 60 meczach, co pozwoliło mu dołączyć do Klubu Wybitnego Reprezentanta. Debiutował 20 listopada 2002 w przegranym meczu z Danią za kadencji selekcjonera Zbigniewa Bońka. Pierwszą bramkę strzelił w wygranym 5:2 spotkaniu przeciwko Zjednoczonym Emiratom Arabskim (6 grudnia 2006). 11 października 2012 trener kadry Waldemar Fornalik mianował go kapitanem na mecz z Południową Afryką i Anglią w miejsce kontuzjowanego Jakuba Błaszczykowskiego. Opaskę kapitańską nosił również w meczu z reprezentacją Urugwaju, ponieważ Błaszczykowski wszedł na boisko dopiero w 70. minucie meczu. We wrześniu 2013 po półrocznej przerwie został powołany przez Fornalika na mecze eliminacji mistrzostw świata z Ukrainą i Anglią.
| Mecze i gole w reprezentacji | Mecze i gole w reprezentacji | Mecze i gole w reprezentacji | Mecze i gole w reprezentacji | Mecze i gole w reprezentacji | Mecze i gole w reprezentacji | Mecze i gole w reprezentacji |  |
| #                            | Data                         | Przeciwnik                   | Gol                          | Wynik                        | Rozgrywki                    | Grał                         |  |
| ---------------------------- | ---------------------------- | ---------------------------- | ---------------------------- | ---------------------------- | ---------------------------- | ---------------------------- |  |
| 1.                           | 20 listopada 2002            | Dania                        |                              | 0:2                          | towarzyski                   | od 76'                       |  |
| 2.                           | 14 lutego 2003               | Macedonia                    |                              | 3:0                          | towarzyski                   | 90'                          |  |
| 3.                           | 2 kwietnia 2003              | San Marino                   |                              | 5:0                          | eliminacje Euro 2004         | od 64'                       |  |
| 4.                           | 11 grudnia 2003              | Malta                        |                              | 4:0                          | towarzyski                   | od 46'                       |  |
| 5.                           | 14 grudnia 2003              | Litwa                        |                              | 3:1                          | towarzyski                   | 90'                          |  |
| 6.                           | 21 lutego 2004               | Wyspy Owcze                  |                              | 6:0                          | towarzyski                   | 90'                          |  |
| 7.                           | 16 listopada 2005            | Estonia                      |                              | 3:1                          | towarzyski                   | 90'                          |  |
| 8.                           | 14 maja 2006                 | Wyspy Owcze                  |                              | 4:0                          | towarzyski                   | od 46'                       |  |
| 9.                           | 2 września 2006              | Finlandia                    |                              | 1:3                          | elim. Euro 2008              | 90'                          |  |
| 10.                          | 6 września 2006              | Serbia                       |                              | 1:1                          | elim. Euro 2008              | od 71'                       |  |
| 11.                          | 15 listopada 2006            | Belgia                       |                              | 1:0                          | elim. Euro 2008              | 90'                          |  |
| 12.                          | 6 grudnia 2006               | Zjednoczone Emiraty Arabskie | Gol                          | 5:2                          | towarzyski                   | 90'                          |  |
| 13.                          | 7 lutego 2007                | Słowacja                     |                              | 2:2                          | towarzyski                   | 90'                          |  |
| 14.                          | 24 marca 2007                | Azerbejdżan                  |                              | 5:0                          | elim. Euro 2008              | 90'                          |  |
| 15.                          | 28 marca 2007                | Armenia                      |                              | 1:0                          | elim. Euro 2008              | 90'                          |  |
| 16.                          | 2 czerwca 2007               | Azerbejdżan                  |                              | 3:1                          | elim. Euro 2008              | 90'                          |  |
| 17.                          | 6 czerwca 2007               | Armenia                      |                              | 0:1                          | elim. Euro 2008              | 90'                          |  |
| 18.                          | 22 sierpnia 2007             | Rosja                        |                              | 2:2                          | towarzyski                   | od 46'                       |  |
| 19.                          | 8 września 2007              | Portugalia                   |                              | 2:2                          | elim. Euro 2008              | 90'                          |  |
| 20.                          | 13 października 2007         | Kazachstan                   |                              | 3:1                          | elim. Euro 2008              | od 46'                       |  |
| 21.                          | 17 października 2007         | Węgry                        |                              | 0:1                          | towarzyski                   | do 83'                       |  |
| 22.                          | 17 listopada 2007            | Belgia                       |                              | 2:0                          | elim. Euro 2008              | 90'                          |  |
| 23.                          | 21 listopada 2007            | Serbia                       |                              | 2:2                          | elim. Euro 2008              | 90'                          |  |
| 24.                          | 6 lutego 2008                | Czechy                       |                              | 2:0                          | towarzyski                   | 90'                          |  |
| 25.                          | 26 marca 2008                | Stany Zjednoczone            |                              | 0:3                          | towarzyski                   | 90'                          |  |
| 26.                          | 27 maja 2008                 | Albania                      |                              | 1:0                          | towarzyski                   | 90'                          |  |
| 27.                          | 1 czerwca 2008               | Dania                        |                              | 1:1                          | towarzyski                   | 90'                          |  |
| 28.                          | 8 czerwca 2008               | Niemcy                       |                              | 0:2                          | Euro 2008                    | 90'                          |  |
| 29.                          | 12 czerwca 2008              | Austria                      |                              | 1:1                          | Euro 2008                    | 90'                          |  |
| 30.                          | 16 czerwca 2008              | Chorwacja                    |                              | 0:1                          | Euro 2008                    | 90'                          |  |
| 31.                          | 6 września 2008              | Słowenia                     |                              | 1:1                          | elim. MŚ 2010                | 90'                          |  |
| 32.                          | 11 października 2008         | Czechy                       |                              | 2:1                          | elim. MŚ 2010                | 90'                          |  |
| 33.                          | 15 października 2008         | Słowacja                     |                              | 1:2                          | elim. MŚ 2010                | 90'                          |  |
| 34.                          | 19 listopada 2008            | Irlandia                     |                              | 3:2                          | towarzyski                   | 90'                          |  |
| 35.                          | 11 lutego 2009               | Walia                        |                              | 1:0                          | towarzyski                   | 90'                          |  |
| 36.                          | 28 marca 2009                | Irlandia Północna            |                              | 2:3                          | elim. MŚ 2010                | 90'                          |  |
| 37.                          | 1 kwietnia 2009              | San Marino                   |                              | 10:0                         | elim. MŚ 2010                | 90'                          |  |
| 38.                          | 12 sierpnia 2009             | Grecja                       | Gol                          | 2:0                          | towarzyski                   | 90'                          |  |
| 39.                          | 2 września 2011              | Meksyk                       |                              | 1:1                          | towarzyski                   | 90'                          |  |
| 40.                          | 6 września 2011              | Niemcy                       |                              | 2:2                          | towarzyski                   | 90'                          |  |
| 41.                          | 7 października 2011          | Korea Południowa             |                              | 2:2                          | towarzyski                   | 90'                          |  |
| 42.                          | 11 października 2011         | Białoruś                     |                              | 2:0                          | towarzyski                   | 90'                          |  |
| 43.                          | 11 listopada 2011            | Włochy                       |                              | 0:2                          | towarzyski                   | od 69'                       |  |
| 44.                          | 15 listopada 2011            | Węgry                        |                              | 2:1                          | towarzyski                   | 90'                          |  |
| 45.                          | 29 lutego 2012               | Portugalia                   |                              | 0:0                          | towarzyski                   | 90'                          |  |
| 46.                          | 22 maja 2012                 | Łotwa                        |                              | 1:0                          | towarzyski                   | 90'                          |  |
| 47.                          | 26 maja 2012                 | Słowacja                     |                              | 1:0                          | towarzyski                   | 90'                          |  |
| 48.                          | 2 czerwca 2012               | Andora                       | Gol                          | 4:0                          | towarzyski                   | 90'                          |  |
| 49.                          | 8 czerwca 2012               | Grecja                       |                              | 1:1                          | Euro 2012                    | 90'                          |  |
| 50.                          | 12 czerwca 2012              | Rosja                        |                              | 1:1                          | Euro 2012                    | 90'                          |  |
| 51.                          | 16 czerwca 2012              | Czechy                       |                              | 0:1                          | Euro 2012                    | 90'                          |  |
| 52.                          | 15 sierpnia 2012             | Estonia                      |                              | 0:1                          | towarzyski                   | 90'                          |  |
| 53.                          | 7 września 2012              | Czarnogóra                   |                              | 2:2                          | Eliminacje MŚ 2014           | 90'                          |  |
| 54.                          | 11 września 2012             | Mołdawia                     |                              | 2:0                          | Eliminacje MŚ 2014           | 90'                          |  |
| 55.                          | 12 października 2012         | Południowa Afryka            |                              | 1:0                          | towarzyski                   | 90'                          |  |
| 56.                          | 17 października 2012         | Anglia                       |                              | 1:1                          | Eliminacje MŚ 2014           | 90'                          |  |
| 57.                          | 14 listopada 2012            | Urugwaj                      |                              | 1:3                          | towarzyski                   | 90'                          |  |
| 58.                          | 6 lutego 2013                | Irlandia                     |                              | 0:2                          | towarzyski                   | od 46'                       |  |
| 59.                          | 22 marca 2013                | Ukraina                      |                              | 1:3                          | elim. MŚ 2014                | 90'                          |  |
| 60.                          | 26 marca 2013                | San Marino                   |                              | 5:0                          | elim. MŚ 2014                | od 87'                       |  |

## Sukcesy

### Klubowe
RSC Anderlecht
- Mistrzostwo Belgii: 2006/2007, 2009/2010, 2011/2012, 2012/2013
- Puchar Belgii: 2007/2008
- Superpuchar Belgii: 2007, 2010, 2012

Leicester City
- Mistrzostwo Anglii: 2015/2016

## Kariera medialna
W sierpniu 2022 został ekspertem piłkarskim serwisu streamingowego Viaplay Polska, głównie przy transmisjach angielskich rozgrywek Premier League i EFL Championship.

## Odniesienia w kulturze
Marcin Wasilewski jest jednym z bohaterów filmu dokumentalnego Będziesz legendą, człowieku w reżyserii Marcina Koszałki.

## Życie prywatne
Jest żonaty (żona Joanna), ma dwójkę dzieci (Zuzanna i Oskar). Jego brat Paweł (ur. 1982) również został piłkarzem.